# Bela nedelja
Bela nedelja je prva nedelja po veliki noči, v krščanstvu znana tudi pod imenom nedelja božjega usmiljenja. 
Ime izvira iz starokrščanskih časov, ko so novokrščenci ves teden po veliki noči prihajali v cerkev v belih oblačilih. Bela oblačila, znamenje čistosti, so izpričana od 4. stoletja, poseben pomen so dobila v 17. stoletju, ko so jezuiti na nedeljo po veliki noči uvedli skupinsko prvo obhajilo. Na Štajerskem in Dolenjskem je bila še na začetku 20. stoletja navada, da so na ta dan vabili botre na kosilo. 
Za belo nedeljo se prihrani nekaj jedi iz velikonočnega žegna, tudi drugače je jedilnik podoben velikonočnemu.